# Јене Јенефи
Јене Јенефи (мађ. Jenőfi Jenő, Будимпешта, 25. новембар 1912 — Геделе, 26. фебруар 1945), био је мађарски фудбалер. Био је најбољи стрелац лиге у сезони 1942/43 заједно са Ђулом Женгелером делио је титулу најбољег стрелца првенства, обојица су постигли по 26 голова.

## Каријера
Одрастао је у Земљи анђела (Angyalföld), данас део Будимпеште. Његов први клуб је био Будимпешта ЛК, али је био и у компанијском тиму ВСК.  Године 1938. потписао је уговор са клубом Шалготарјан БТЦ. Играо је две сезоне у другој мађарској лиги са овим тимом, а затим су играли у првој лиги и у сезони 1940/41 завршили на осмом месту, а у Купу Мађарске изгубили су били од Солнок МАВ-а у финалу Купа Мађарске резултатом 3 : 0. Следеће сезоне вратио се у Будимпешту и играо за Лампарт. Пред крај сезоне, маја 1942, прелази у Вашаш. Следеће сезоне постао је најбољи стрелац првенства са 26 голова, делио је прво место са са Ђулом Женгелером. У сезони 1943/44 играо је све мање. Пред крај рата није више могао да избегне ни војни позив па је био мобилисан и смештен у војни логор у Геделеу, где је 26. фебруара 1945. године болестан и ослабљен, преминуо.

## Достигнућа
- Мађарска лига
  - најбољи стрелац лиге: 1942/43. (26. голова), делио са Ђулом Женгелером
- Мађарски куп
  - финалиста: 1941.